# Lago Golden
El lago Golden (en alemán: Goldensee) es un lago situado en el distrito de Mecklemburgo Noroccidental, en el estado de Mecklemburgo-Pomerania Occidental (Alemania), a una altitud de 36.1 metros; tiene un área de 94 hectáreas.